# Windhoek-Olympia
Olympia ist eine südöstliche Vorstadt von Windhoek, der in den 1980er Jahren gegründet wurde. Aufgrund der Ausweitung des Windhoeker Stadtgebietes ist damit zu rechnen, dass Olympia in naher Zukunft relativ zentral liegen wird, war es doch ursprünglich als ruhiger Wohnstadtteil am Rande der Stadt geplant.
Olympia ist vor allem für die Olympia Sport Grounds (Sportgebiet) bekannt. Hier befinden sich neben dem Independence Stadium, den nationalen Stadien Hage-Geingob (Rugby) und Tennis-Stadion auch eines der beiden öffentlichen Schwimmbäder der Stadt und verschiedene Sportklubs (u. a. SK Windhoek). Auf großen Brachflächen werden in den nächsten Jahren weitere Sport- und Freizeitangebote (u. a. ein großes Kinderspielzentrum) entstehen. Auch die ehemalige Deutsche Schule Windhoek (heute Delta Schule Windhoek) liegt in diesem Stadtteil.
Aufgrund der sportlichen Ausrichtung des Stadtteils ist eine Vielzahl der Straßennamen nach Sportlern bzw. Sportarten benannt. So findet sich hier unter anderem die „Frank Fredericks Straße“.
Olympia ist zum Großteil ein reines Wohngebiet ohne industrielle Ansiedlungen. Die Grundstückspreise bewegen sich im gehobenen Segment und die Wohngebiete werden von großen Einzelhäusern dominiert.